# UNFOLD
『UNFOLD』（アンフォールド）は、日本のロックバンドACIDMANの14枚目のシングル。2007年11月28日発売。

## 概要
光の三原色をイメージした三部作の一つである。本作は「青」のインストナンバーが収録されており、2007年7月18日に発売された13枚目のシングル『REMIND』は「赤」、2008年春に発売のシングル『式日』は「緑」。

## 収録曲
1. UNFOLD（5:49）
2. ベガの呼応 (inst.)（9:27）
前作『REMIND』収録曲「赤色群像」の続編で、前作と同一のベースラインから曲が進行する。
ACIDMANの楽曲では「toward」、「廻る、巡る、その核へ」に次いで長く、9分を超える演奏時間はシングル収録曲およびインストナンバーとしては最長。
「赤色群像」と後続の「EVERGREEN」と組み合わせると一つの組曲として完成する。その組曲「THE LIGHT」では演奏時間がやや短縮され、9分13秒となっている。

作詞：大木伸夫、作曲：ACIDMAN

## 楽曲の収録アルバム
- LIFE (#1)
- ACIDMAN THE BEST (#1)
- THIS IS INSTRUMENTAL (#2)